# 피에르 가슬리
피에르 장자크 가슬리(프랑스어: Pierre Jean-Jacques Gasly, 1996년 2월 7일~)는 프랑스의 자동차 경주 선수이다. 현재 알핀 F1 팀 소속으로 포뮬러 원에서 경쟁하고 있다. 2016년 GP2 시리즈 챔피언을 달성하고, 2014년 포뮬러 르노 3.5 챔피언십 2위와 2017년 슈퍼 포뮬러 챔피언십을 달성했다.
2017년 말레이시아 그랑프리에서 스쿠데리아 토로 로소 소속으로 포뮬러 원에 데뷔했다. 2019년 레드불 레이싱으로 옮겼으나, 시즌 중간 헝가리와 벨기에 그랑프리 사이에 알렉산더 알본으로 대체되었다. 그러나 2019년 브라질 그랑프리에서 2위를 달성하며 첫 포디엄에 올랐다. 2020년 이탈리아 그랑프리에서 커리어 첫 그랑프리 우승을 달성했다. 2023년 시즌에 알핀 F1 팀으로 이적하였다.